# Семенков, Алексей Иванович
Алексе́й Ива́нович Семенко́в (бел. Аляксей Іванавіч Семянкоў; 29 марта 1915 — 16 октября 2000) — советский военный деятель, генерал-лейтенант ВВС СССР, участник Великой Отечественной войны. Герой Российской Федерации (1998).

## Биография
Родился 29 марта 1915 года (село Тесалы, сейчас посёлок Гурки Меховского района Витебской области Республики Беларусь.
В 1929 году окончил семь классов школы, вскоре переехал в Ленинград. После окончания рабфака трудился на заводе «Красный Октябрь».
Начал учёбу в авиационной школе Гражданского воздушного флота СССР в Тамбове, окончил её в 1936 году Остался работать в школе лётчиком-инструктором. В 1938 году стал командиром корабля (Московское управление ГВФ СССР), был в составе экипажей санитарных и пассажирских самолетов.
Участник советско-финляндской войны в составе санитарно-транспортной авиации, проявлял мужество, был награждён орденом Красного Знамени.
В РККА с 1941 года, участник Великой Отечественной войны с июня. Вошёл в состав Московской группы особого назначения Гражданского воздушного флота.
В сентябре 1941 года стал заместителем командира эскадрильи спецотряда по снабжению блокадного Ленинграда. К концу года совершил около 120 рейсов в осаждённый город. Лейтенант Семенков отлично справлялся с заданиями — за время работы группы доставил в Ленинград 81 тонну груза и вывез из него около 650 человек.
По данным на 16 января 1942 года Семенков совершил 223 боевых вылета, 12 боевых вылетов на выброску десанта.
25 мая 1942 года начальником ГУГВФ генерал-лейтенантом Астаховым, старший лейтенант Семенков представлен к присвоению звания Герой Советского Союза, однако был награждён орденом Отечественной войны I степени.
Был командиром эскадрильи, полка. Участвовал в операции по форсированию Днепра, битве на Курской дуге. Всего за всё время войны совершил более 500 боевых вылетов.
Семенкову было поручено в ночь на 9 мая 1945 года доставить в Москву советский экземпляр Акта о безоговорочной капитуляции Германии.
После победы — вновь в ГВФ СССР, был назначен на должность командира отдельной авиагруппы Международных воздушных сообщений, затем занимал другие должности.
В 1953 году стал начальником одного из управлений ГВФ СССР, вскоре стал начальником Госавианадзора там же.
В 1957 году на самолете Ту-104 первым в СССР совершил трансатлантический перелет Москва — Нью-Йорк.
С 1970 года — первый заместитель Министра Гражданской авиации.
В 1975 году ушёл в отставку в звании генерал-лейтенанта. Жил в Москве, работал в одном из московских военкоматов.
Указом Президента Российской Федерации № 83 от 26 января 1998 года за мужество и героизм, проявленные в борьбе с немецко-фашистскими захватчиками в Великой Отечественной войне Семенкову Алексею Ивановичу присвоено звание Героя Российской Федерации.
Умер 16 ноября 2000 года в Москве. Похоронен на Троекуровском кладбище.

## Награды и почётные звания

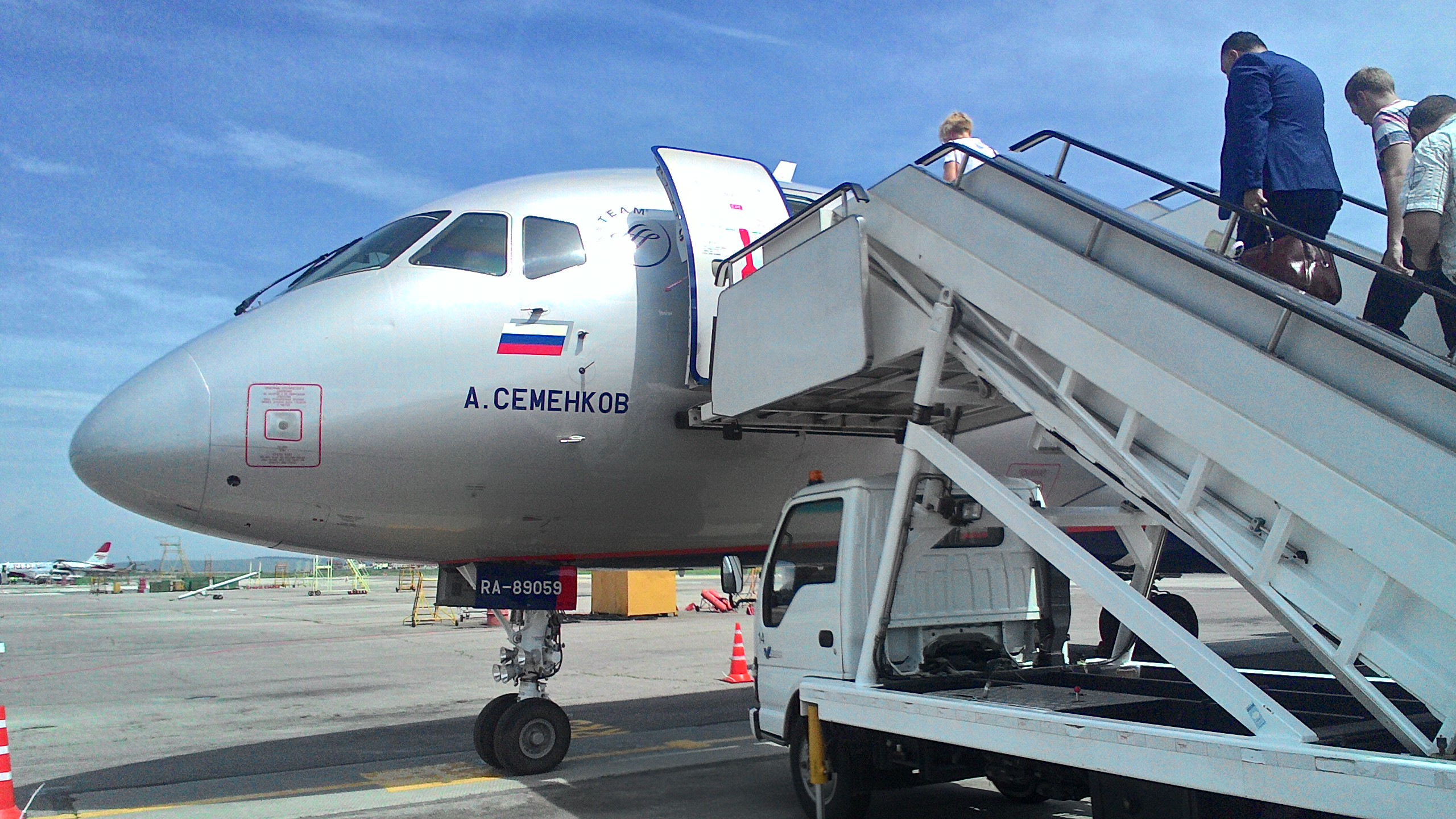
Самолёт имени А. И. Семенкова

- Герой Российской Федерации (26 января 1998 года)
- Медаль «Золотая Звезда»
- 2 Ордена Ленина
- Орден Октябрьской Революции
- 2 Ордена Красного Знамени
- Орден Александра Невского
- 2 Ордена Отечественной войны I степени
- 3 Ордена Красной Звезды
- Медаль «За трудовую доблесть»
- Заслуженный пилот СССР (1966)
- Другие награды
- Ми-26Т Алексей Семенков

## Память
- В честь Алексея Ивановича назван борт RA-89059 семейства отечественных самолётов «Sukhoi Superjet 100», поступивший в ПАО «Аэрофлот» в июне 2016 года[6].
- Имя А. И. Семенкова на Аллее Героев Советского Союза — уроженцев Городокского района (2020), ул. Баграмяна в Городке (Витебская область)[7]. На стеле нанесен QR-код, позволяющий узнать информацию, посмотреть архивные фотографии и документы Героя.